# Ripipteryx bruneri
Ripipteryx bruneri är en insektsart som beskrevs av Lucien Chopard 1920. Ripipteryx bruneri ingår i släktet Ripipteryx och familjen Ripipterygidae. Inga underarter finns listade i Catalogue of Life.